# Carbonara al Ticino
Carbonara al Ticino é uma comuna italiana da região da Lombardia, província de Pavia, com cerca de 1.272 habitantes. Estende-se por uma área de 14 km², tendo uma densidade populacional de 91 hab/km². Faz fronteira com Cava Manara, Pavia, San Martino Siccomario, Torre d'Isola, Villanova d'Ardenghi, Zerbolò, Zinasco.

## Demografia
| Variação demográfica do município entre 1861 e 2011                               |
|                                                                                   |
| Fonte: Istituto Nazionale di Statistica (ISTAT) - Elaboração gráfica da Wikipedia |